# Prada
För andra betydelser, se Prada (olika betydelser).
Prada är ett italienskt modehus inom haute couture och accessoarer samt glasögon, grundat 1913 i Milano av Mario Prada.

## Tidiga år
Företaget startades av Mario Prada under namnet Fratelli Prada (Bröderna Prada) och tillverkade initialt  endast skinnprodukter.
Vid Mario Pradas död i mitten av 1950-talet togs verksamheten över av svärdottern som ledde företaget i nästan 20 år. Hennes dotter Miuccia anslöt sig till företaget 1970 och sedan 1978 drivs företaget helt av Miuccia Prada. Företagets huvudkontor ligger i Milano på Via Andrea Maffei, 2. Prada är ett av världens största modehus och strävar efter att bli börsnoterat. Prada har även ett "lillasyster"-märke med namnet MiuMiu, som är döpt efter Miuccias smeknamn MiuMiu. Detta märkes kläder är främst inriktat till yngre kvinnor, medan dess väskor används av kvinnor i alla åldrar.

## Märket
Märket Prada är liksom Gucci, Dior och liknande, mycket omtalat inom modeindustrin. Logotypen har blivit en statussymbol inom vissa kretsar, även om den kallats för "antistatus" då logon inte är så skyltande.[källa behövs]
Prada har tidigare samarbetat med företaget bakom Louis Vuitton.
Utöver sina kläder är både Prada och MiuMiu omtalade för sina exklusiva väskor. De mest exklusiva är sydda i lamm-, orm-, och krokodilskinn och kan vara prydda med guld och/eller ädelstenar.
Prada har även en billigare linje kallad Prada Sport.
Prada öppnade sin första svenska butik den 29 augusti 2013 på Birger Jarlsgatan i Stockholm.
Prada har flitigt använt sig av den ryska supermodellen Sasha Pivovarova.
Som alla lyxmärken har Prada vissa problem med förfalskningar så kallade piratkopior. Prada garanterar endast hundraprocentig äkthet om produkten är inhandlad i någon av deras egna butiker eller via den egna webbplatsen.

## Bildgalleri

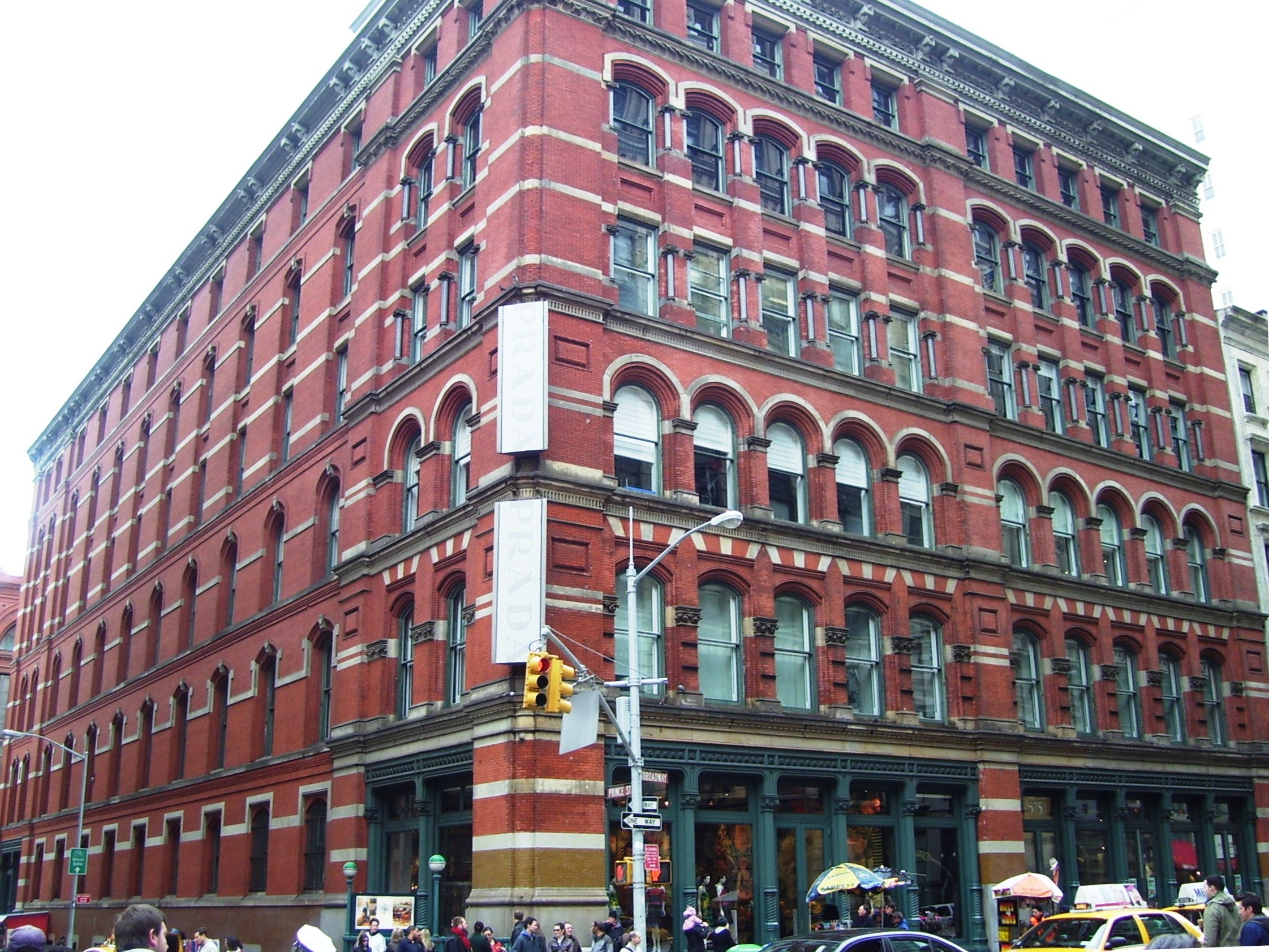
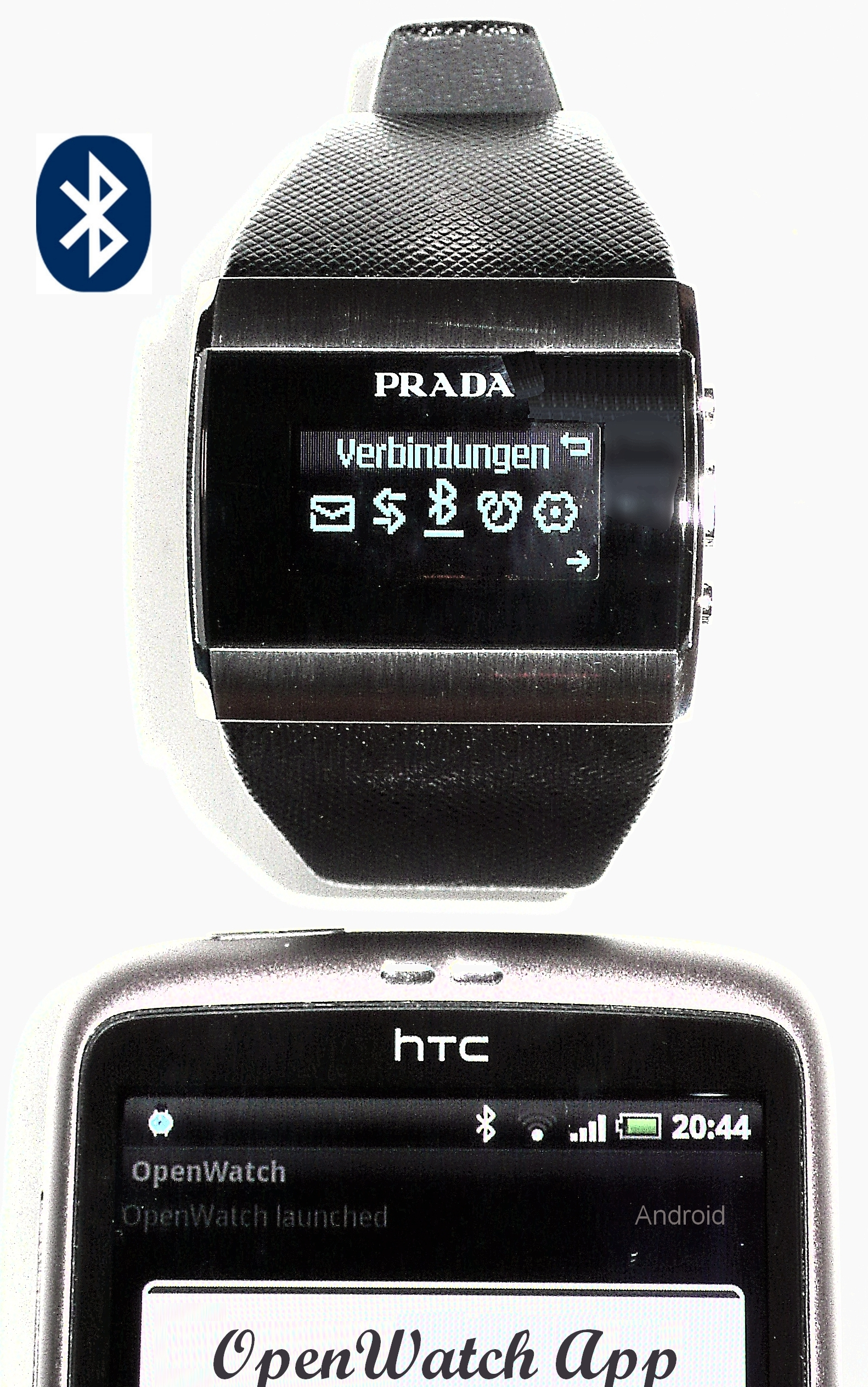
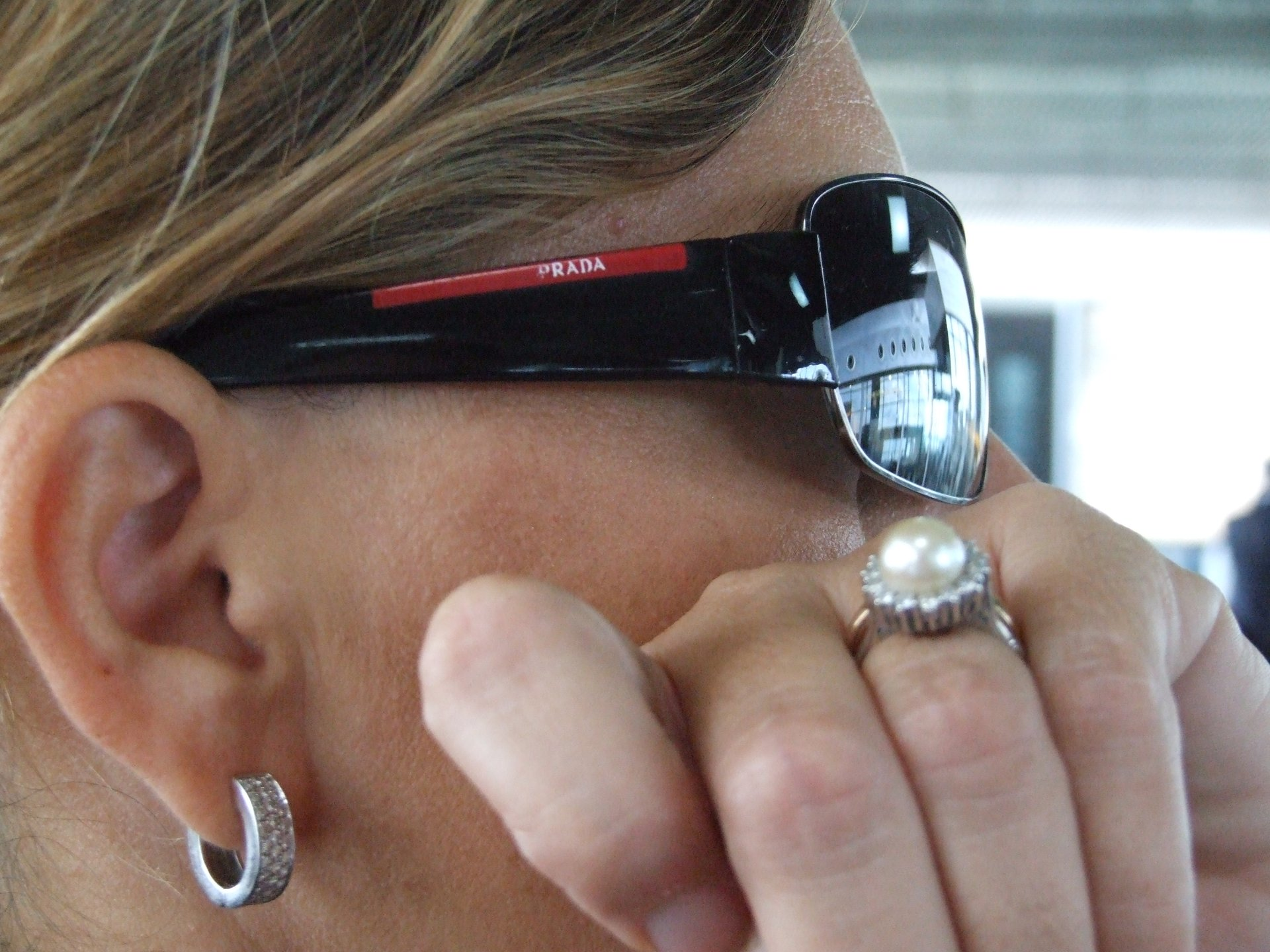
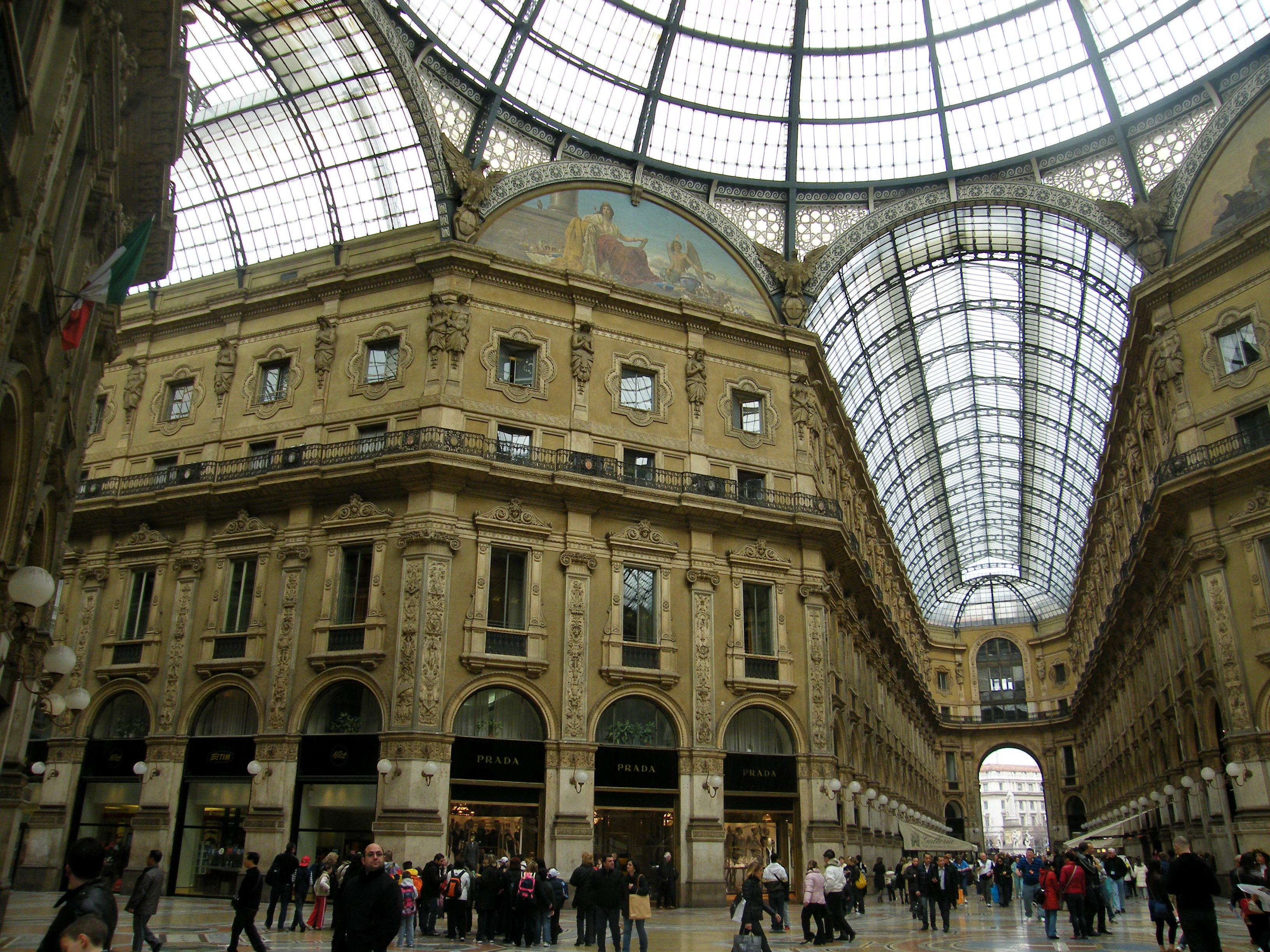
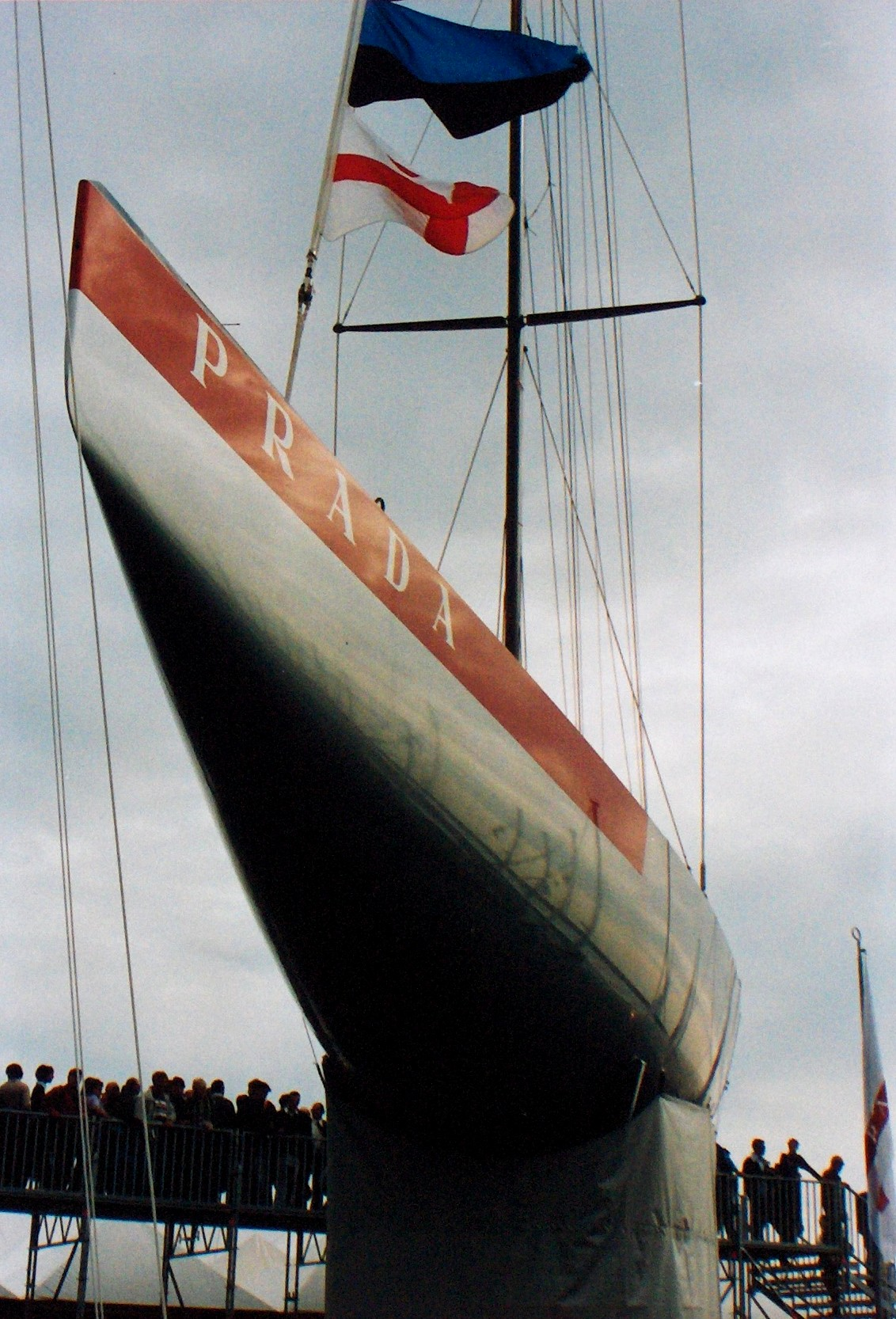